# Lasioglossum pilosum
Lasioglossum pilosum är en biart som först beskrevs av Smith 1853.  Lasioglossum pilosum ingår i släktet smalbin, och familjen vägbin. Inga underarter finns listade i Catalogue of Life.